# Edi Danilo Guerra
Edi Danilo Guerra Pérez (sinh ngày 11 tháng 12 năm 1987) là một cầu thủ bóng đá người Guatemala thi đấu cho C.S.D. Municipal và Đội tuyển bóng đá quốc gia Guatemala.

## Sự nghiệp quốc tế

### Bàn thắng quốc tế
Bàn thắng và kết quả của Guatemala được để trước.
| #  | Ngày                | Địa điểm                                                       | Đối thủ | Bàn thắng | Kết quả | Giải đấu |
| -- | ------------------- | -------------------------------------------------------------- | ------- | --------- | ------- | -------- |
| 1. | 15 tháng 8 năm 2018 | Sân vận động Doroteo Guamuch Flores, Guatemala City, Guatemala | Cuba    | 2–0       | 3–0     | Giao hữu |